# Donja Visočka
 Donja Visočka  falu Horvátországban, Károlyváros megyében. Közigazgatásilag Szluinhoz tartozik.

## Fekvése
Károlyvárostól 26 km-re délre, községközpontjától 18 km-re északra a Kordun területén fekszik.

## Története
1857-ben 69, 1910-ben 95 lakosa volt. Trianonig Modrus-Fiume vármegye Szluini járásához tartozott. 2011-ben a falunak 9  lakosa volt.

## Lakosság
| Lakosság változása | Lakosság változása | Lakosság változása | Lakosság változása | Lakosság változása | Lakosság változása | Lakosság változása | Lakosság változása | Lakosság változása | Lakosság változása | Lakosság változása | Lakosság változása | Lakosság változása | Lakosság változása | Lakosság változása | Lakosság változása |
| ------------------ | ------------------ | ------------------ | ------------------ | ------------------ | ------------------ | ------------------ | ------------------ | ------------------ | ------------------ | ------------------ | ------------------ | ------------------ | ------------------ | ------------------ | ------------------ |
| 1857               | 1869               | 1880               | 1890               | 1900               | 1910               | 1921               | 1931               | 1948               | 1953               | 1961               | 1971               | 1981               | 1991               | 2001               | 2011               |
| 69                 | 86                 | 69                 | 78                 | 103                | 95                 | 105                | 99                 | 88                 | 95                 | 86                 | 63                 | 40                 | 29                 | 12                 | 9                  |